# گیتو موهانداس
گیتو موهانداس (انگلیسی: Geetu Mohandas؛ زادهٔ ۱۴ فوریهٔ ۱۹۸۱) بازیگر و کارگردان فیلم سینمای هند و سینما مالایالم است.
از فیلم‌ها یا برنامه‌های تلویزیونی که وی در آن نقش داشته‌است می‌توان به زندگی زیباست و قلعه‌ای در هوا اشاره کرد.
وی همچنین برندهٔ جوایزی همچون جایزه فیلم‌فیر جنوب بهترین بازیگر زن شده‌است.